# Alain Bonnefoit
Alain Bonnefoit (Montmartre; 18 de mayo de 1937) es un artista pintor y escultor francés, nacido el 18 de mayo de 1937 en Montmartre, París. Tiene estudio en París y en Florencia.

## Datos biográficos
En la década de 1950 Alain Bonnefoit , estudió en París en la Escuela de Artes Aplicadas (de 1953 a 1955)y en la Escuela de Bellas Artes (1956-1957). Posteriormente se trasladó a Bruselas para estudiar grabado y escultura en la Academia Real de Bellas Artes (1959-1960). De regreso en París el año 1962, fue alumno de Antoniucci Volti que le influyó en su gusto por el retrato del cuerpo femenino.
En 1963 viajó a la Toscana, profundamente impresionado, decidió abrir allí su segundo estudio y desde entonces reside en Florencia parte del año.